# Harve Presnell
George Harvey Presnell (Modesto, 14 de setembro de 1933 – Santa Mônica, 30 de junho de 2009) foi um ator e cantor norte-americano.
Teve pequenos papéis nos seriados Lois & Clark: The New Adventures of Superman e Dawson's Creek, além de participações em outros programas da TV.
Participou do filme O Resgate do Soldado Ryan como General George C. Marshall.

## Falecimento
Harve Presnell faleceu em 30 de junho de 2009, aos 75 anos, de câncer no pâncreas no hospital St. John's Health Center em Santa Mônica, Califórnia.

## ligações externas
- Harve Presnell. no IMDb.